# Kungar i Kungariket Kuba

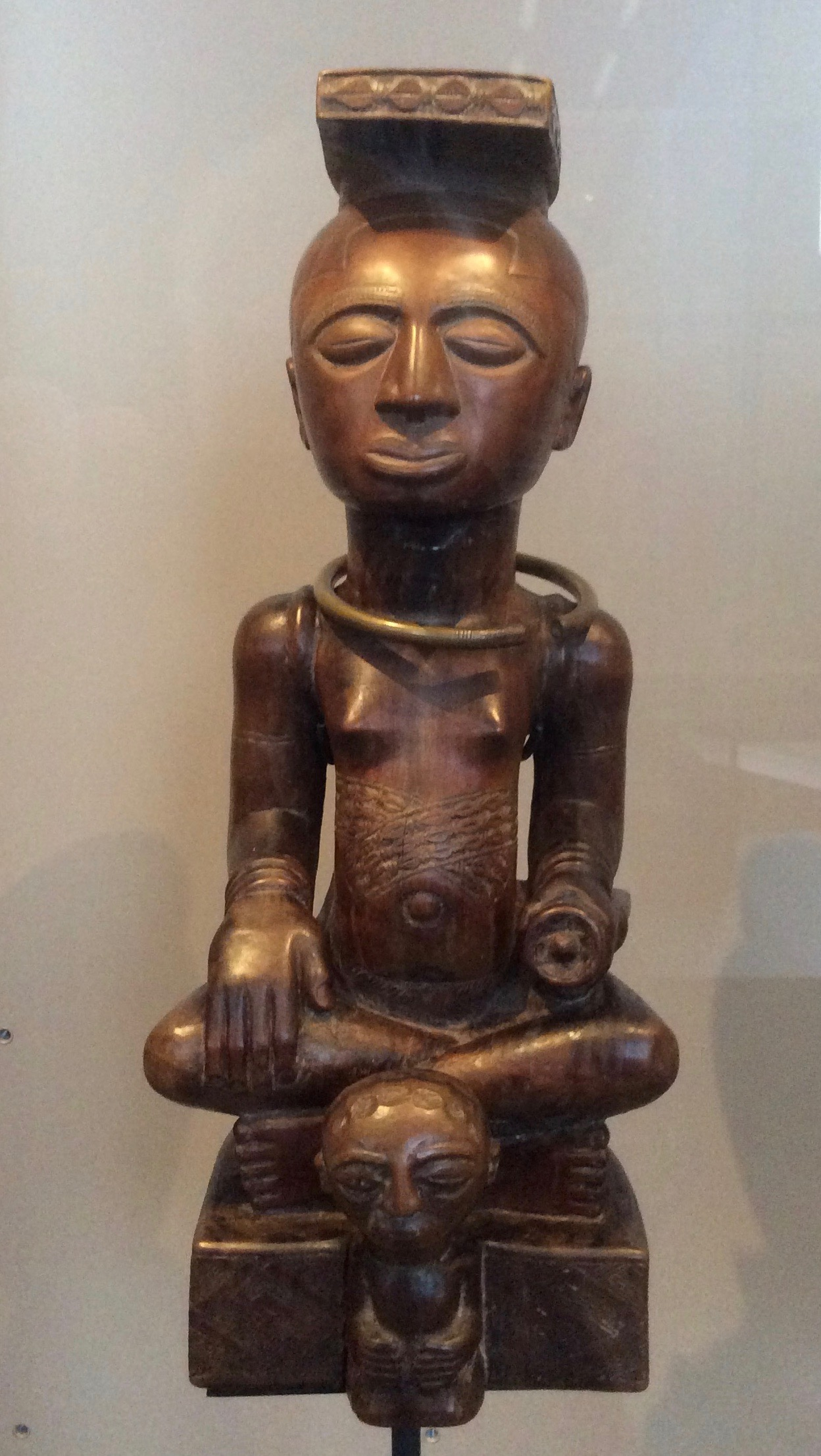
Ndop av Kung Miko miMbul,som regerade 1810–1840, Kungliga Centralafrikanska museet i Bryssel.

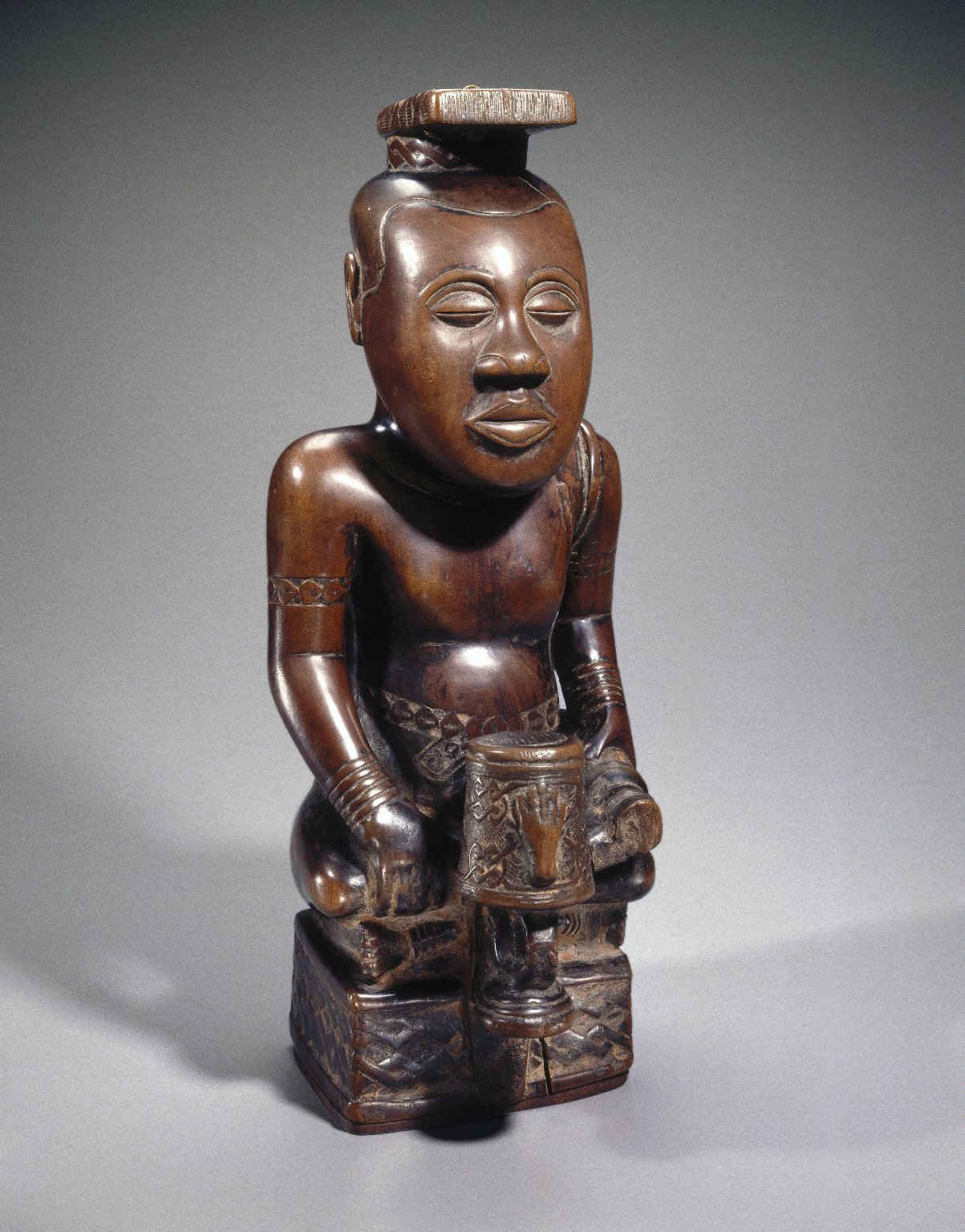
Ndop av Kung Mishe miShyaang maMbul, 1760-1780, 49,5 x 19,4 x 21,9 cm, Brooklyn Museum i New York.

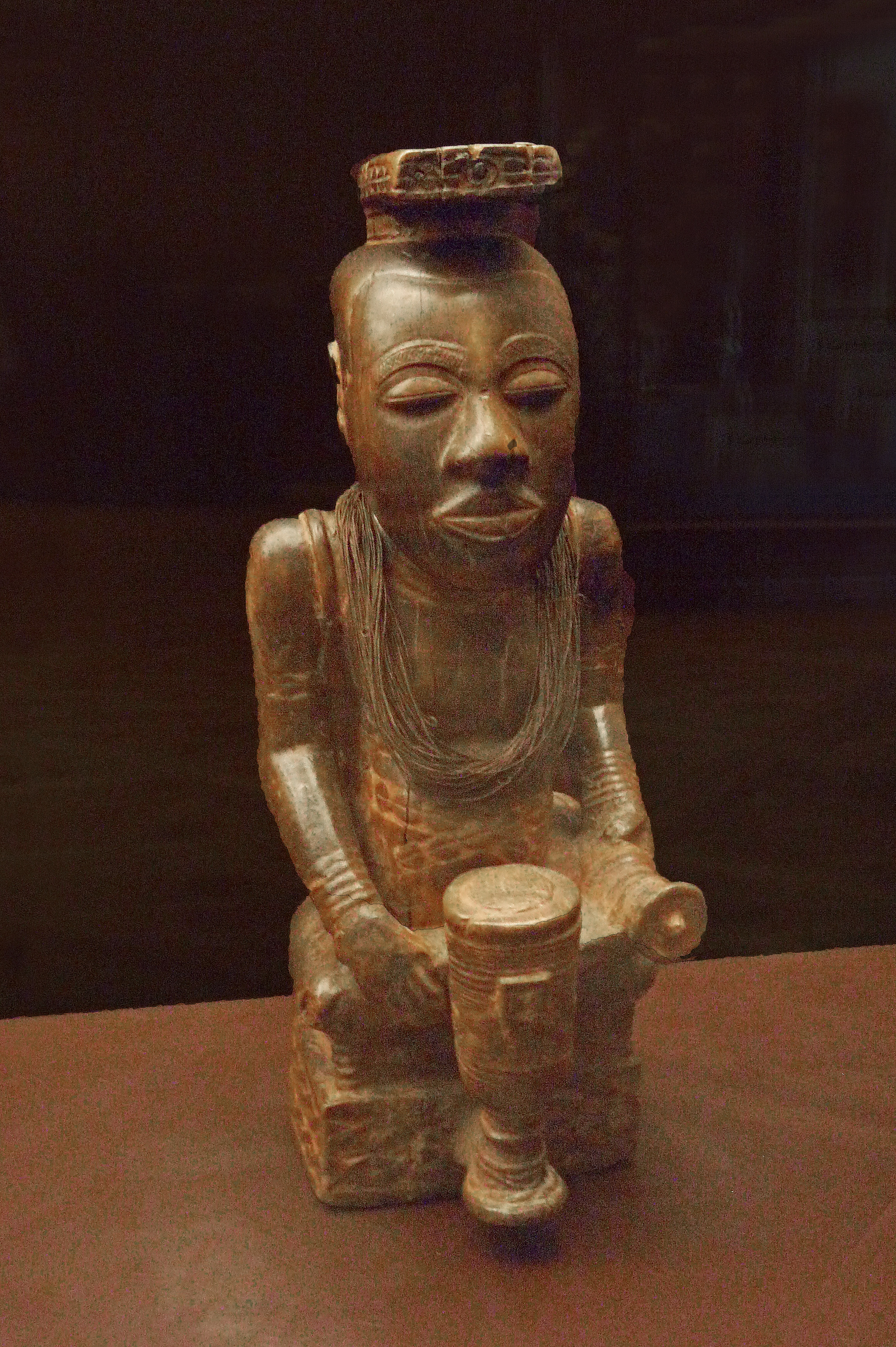
Ndop på Kungliga Centralafrikanska museet i Bryssel.

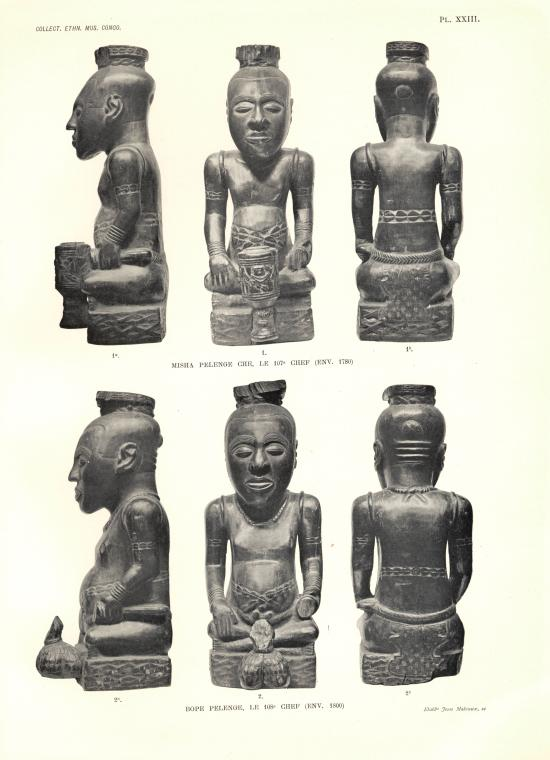
Mishaa Pelyeeng aNce och Mbop Pelyeeng aNce, British Museum.

Kungar i Kungariket Kuba, med titeln nyim på språket bushoong, har regerat i Kungariket Kuba i Centralafrika sedan omkring av 1600-talet, då ett antal stamriken enades under Shyaam aMbul aNgoong.
För varje kung gjordes i ett exemplar en ndop, en snidad trästatyett som representerade de enskilda kungarna ("nyim") i Kungariket Kuba i Centralafrika. De gjordes under eller efter kungens livstid.

## Kungar i urval
- Omkring 1650 Shyaam aMbul aNgoong (Shamba Bolongongo), symbol: brädspelet mancala. Hans ndop finns på British Museum i London.[1]
- 1600-tal Mboong aLeeng
- 1600-tal Mbomboosh, symbol: trumma.
- 1600-tal Mbakam
- 1700-tal Kot aMbweeky I
- 1700-tal Mishe miShaang II
- 1700-tal Kot aNce
- 1700-tal Mishaa Pelyeeng aNce, symbol: trumma.
- 1700-tal Mbop Pelyeeng aNce (Bope Pelenge), symbol: städ. Hans ndop finns på British Museum i London[2]
- 1760–1780 Mishe miShyaang maMbul, symbol: trumma. Hans ndop finns i Brooklyn Museum i New York.
- 1776–1810 Kot aMbul (Kata Mbula), symbol: trumma.
- 1810–1840 Miko miMbul (Mikope Mbula), symbol: kvinna. Hans ndop finns i Kungliga Centralafrikanska museet i Bryssel.
- 1840–1885 Mbop aMabiine maMbul (Bope Mobinji), symbol: papegoja.
- 1885–1890 Miko aMabiine maMbul (Mikope Mobinji).
- 1890–1896 Kot aMbweeky aMileng (Koto Mboke)
- 1896–1900 Misha aPelyeeng aNce (Mishanga Pelenge), symbol: trumma. Hans ndop finns på British Museum i London.[2]
- 1900 Miko aPelyeeng (Mikope Pelenge)
- 1900 Mbop Pelyeeng II aNce (Bope Pelenge)
- 1900 Mingashanga Bake
- 1900 Kot aKyeen (Kwete Kena)
- 1900–1901 Mbop aKyeen (Bope Kena), symbol: trumma. Hans ndop finns i Kungliga Centralafrikanska museet i Bryssel.[2]
- 1901–1902 Miko miKyeen (Mikope Kena)
- 1902–1916 Kot aPe (Kwete Peshanga Kena). Ingen symbol på ndop, som tillverkats 1904.
- 1916–1919 Mbop aMabiine maMbweeky (Bope Mobinji Boke)
- 1919–1939 Kot aMabiine maKyeen (Kwete Mobinji Kena), symbol: papegoja.
- 1939–1969 Mbop aMabiine maKyeen (Bope Mobinji Kena)
- 1969– Kot aMbweeky aShyaang (Kwete Mboke)